# 仮面ライダースーパー1
『仮面ライダースーパー1』（かめんライダースーパーワン）は、1980年10月17日から1981年9月26日まで、TBS系列で放映された毎日放送・東映制作の特撮テレビドラマ作品、および作中で主人公が変身するヒーローの名称である。「仮面ライダーシリーズ」第7作目に当たる。
放送時間は、1981年3月27日放送分（第23話）まで毎週金曜19時から19時30分（以下、いずれもJST）。第24話以降は、制作局の毎日放送〈関西地区〉では1981年4月11日放送分より毎週土曜17時から17時30分、TBS〈関東地区〉では1週遅れの1981年4月18日放送分より毎週土曜7時から7時30分にそれぞれ変更された。

## 概要
本作品が制作された1980年当時はSF映画のヒットやテクノポップの流行など、未来的なイメージが志向されていたことから、本作品の主人公である仮面ライダースーパー1は惑星開発用の改造人間という設定で、5種類の腕を換装するファイブハンド、種類の異なる2台のバイク、メンテナンスを行うチェックマシーンなど、メカニック性を重視している。一方で、赤心少林拳という拳法の達人という設定を併せ持つのも特徴である。
作品後半では、ジュニアライダー隊の登場や、日用品をモチーフとしたジンドグマ怪人など、幼児層を意識した作風となった。

## あらすじ
アメリカ合衆国の国際宇宙開発研究所で、惑星開発用プロジェクトが進められていた。日本人男性・沖 一也（）は、自ら志願して改造手術を受け、惑星S1の前進基地建設および調査要員として惑星開発用改造人間・スーパー1となった。
スーパー1の存在を知ったテラーマクロ率いる暗黒国家ドグマ（ドグマ王国）は、スーパー1の引き渡しを要求してきた。プロジェクトの責任者・ヘンリー博士がこれを断ったため、研究所はドグマ（ドグマ王国）によって全滅させられてしまう。一也はスーパー1に変身して生還するが、一也はまだ自力で変身できなかった。
変身の極意を得るため、日本に帰国した一也は、幼少期から老師のもとで鍛えていた赤心寺に身を隠し、赤心少林拳の奥義を身につけるべく、心身を鍛え上げた。そして半年後、一也は老師の指示で100人組手の地獄稽古によって、遂に変身の極意を会得した。スカイライダーとともにネオショッカーと戦った谷源次郎から仮面ライダースーパー1＝スーパーライダーの名を贈られ、人類の未来のために戦う。

## 登場人物
沖 一也（） / 仮面ライダースーパー1
本作品の主人公。27歳。アメリカ国際宇宙開発研究所に勤務する研究員の科学者。早くに両親を失い、研究所の所長ヘンリー博士に育てられた。
父の悲願であった宇宙開発の夢を叶えたいという一心から惑星開発用改造人間の被験者に志願して、その第1号となり、スーパー1のコードネームを与えられる。
赤心寺の関係者と谷源次郎は一也がスーパー1であることを承知しているが、谷モーターショップの仲間にはジンドグマとの最終決戦前まで正体を伏せていた。
ドグマの襲撃で研究所が壊滅したために本来外部の制御コンピューターからの変身コマンドでのみ変身可能だった一也はスーパー1になる術を失ってしまう。しかし、秘拳・赤心少林拳の修行を積み、そこから得た呼吸法「梅花の型」を用いて、自らの意思で変身を遂げられるようになった。最初にドグマの怪人を倒した時に居合わせた谷源次郎から仮面ライダーの名を贈られる。
ドグマとジンドグマとの戦いを終えた後、仲間たちに見送られながら、スペースシャトル・ジュピタースーパー1で宇宙に旅立つ。
- 放送開始前の撮影会では衣裳が決まっていなかったため、前作の筑波洋の衣裳を着ていた。

### 谷モーターショップの面々とジュニアライダー隊
谷 源次郎（）
かつて前作のスカイライダーとともにネオショッカーと戦った人物。ネオショッカーとの戦いが終わってからは「谷モーターショップ」のオーナーとして平和に過ごしていたが、旧知の仲であるヘンリー博士から一也の世話を頼まれ、半年後の一也との出会いをきっかけにドグマ、ジンドグマと戦う。若いころに一也の両親に世話になっており、一也を実の息子のように見守っている。一也からは谷さん、その後おやじさんと呼ばれている。後にジュニアライダー隊の後見人となる。後半からは髭を剃り落としている。

小塚 政夫（）
谷モーターショップのメカニック。通称チョロ。チョロリンとも呼ばれる。
谷やハルミとともに一也をサポートするが、とにかくお調子者で口も軽く、敵に捕まることも多い。実は昔は裏の世界でも有名な大泥棒で、体の関節を自在に外して、狭い場所に入り込める。第44話では、この特技のためにジンドグマに洗脳され、ロケット燃料の強奪に利用されそうになった。なお、一也を兄貴と呼んでおり、尊敬しているからという理由で勝手に一也の後をついていくのが、捕まる主な理由。後にジュニアライダー隊の名誉隊員となる。
- 第1話の準備稿では、相棒として大塚松士（通称デブリン）を登場させる予定だった。

草波 ハルミ（）
谷モーターショップの店員。一輪車が趣味。一也に思いを寄せており、彼に協力してドグマ、ジンドグマと戦う。第13話で成人式をむかえている。後にジュニアライダー隊の隊長となり、隊の指揮を執る。

草波 良（）
ハルミの弟。正義感の強い少年。一也を尊敬しており、彼から拳法を習っている。第24話にて木谷教授をジンドグマがさらった際、姉や大助らとともに尾行して救出の一助となり、その礼として、同行した友人の分も合わせて教授から自転車を寄贈される（途中、自転車をキラーナイブに切り裂かれてしまっていた）。この時ジュニアライダー隊の結成を発案、隊の中心的存在となる。

水沼 マサコ（）
第24話から登場。ハルミの親友でボランティア活動をしていた。ジンドグマの起こした事件に巻き込まれてからはジュニアライダー隊の副隊長兼通信係として、谷モーターショップで働くようになる。

秋田 大助（）
第24話から登場。良の友人で、彼が発案したジュニアライダー隊の一員になる。隊で一番の巨漢で、大食漢。身体が大きい割には気は小さい。ジュニアライダー隊の隊員は全員スーパー1の顔を模した銀色のヘルメットとペンダントを付けており、赤い自転車に乗って行動する。

松岡 シゲル（）
第24話から登場。ジュニアライダー隊の一員。やせ形で、あだ名は「やせ」。大助と良くコンビを組む。

村山 マモル（）
第24話から登場。ジュニアライダー隊の一員。おとなしく、口数が少なく冷静なしっかり者。

田中 タケシ（）
第24話から登場。ジュニアライダー隊の一員。気が弱く、お調子者。

石川 ミチル（）
第24話から登場。ジュニアライダー隊の紅一点で、気の強い少女。愛称は「おませ」。女児用の黄色い自転車に乗っている。

石川 マサル（）
第24話から登場。ミチルの弟でジュニアライダー隊の最年少隊員。彼が乗っている自転車だけ補助輪が付いている。良たちからは「チビ」と呼ばれている。子供らしくワガママな性格のトラブルメーカーだが、彼の行動が事件解決につながることもある。

### 赤心寺
玄海 老師（）
赤心少林拳の最高師範にして、一也の拳法の師である僧侶。老年だが拳の腕は一也を上回っており、劇場版ではその豪拳で怪人ストロングベア（熊嵐大五郎）を倒した。第23話でカイザーグロウの攻撃を受けて死亡。だが、カイザーグロウの弱点を見抜き、一也に伝えた。
- プロデューサーの平山亨による企画書では、数年前に消息を絶っており、一也はその行方を探しているという設定であった。

弁慶（）
玄海の一番弟子を務める巨漢で、赤心少林拳の師範代。一也を弟のように思っているが、拳法家として心を鬼にして、彼を厳しく鍛える。第23話でテラーマクロ親衛隊が放った矢から一也を守るべく盾となり絶命。
- 弁慶が登場しなかったら、ハナブサ・ジローというキャラクターが登場するはずだった。

### 国際宇宙開発研究所
ヘンリー博士
第1話のみ登場。アメリカ国際宇宙開発研究所の所長で、一也の育ての親。一也と同じく宇宙開発を人類全体の夢だと考えているものの、改造人間になることを志願した一也に「改造人間となれば、二度と人間には戻れない」と一度は拒んだが、それでも一也はためらわずに「自分は父の意志を継ぎたい」と志願し、その一途で純粋な思いを受け入れ、彼をスーパー1に改造した。その後ドグマへ拉致され協力を迫られたが拒否、谷に連絡を取り一也を託す。最期は怪人ファイヤーコング（猿渡剛介）の襲撃を受け死亡。
第47話 - 第48話（最終話）では、国際宇宙開発局は富士の樹海に再建されていた。

## 仮面ライダースーパー1
沖一也が変身する、惑星開発用として唯一平和目的で改造された仮面ライダー。
モチーフはスズメバチであり、スーパー1の目「Sアイ」は「ハチの目」に擬されている。
惑星開発用として用意された両足の重力制御装置により、ジャンプ力は測定不能。改造による機械部分は全身の7割である。変身に必要な風のエネルギーを取り込むために、ベルトの風車「サイクロード（サイクロイド）」が展開する。なお、主動力自体は体内の小型原子炉である。
宇宙空間での活動を想定し、体内熱を逃がす伝導体が両腕・両足にある銀の凹凸ライン内の器官・気圧調節用エアーチューブで循環しており、排熱に神経を使った設計となっている。また、吐き出した息を再生利用する循環型酸素ボンベで1か月の連続宇宙活動が可能。
谷モーターショップのある町の地下に秘密基地を持っており、そこにあるメディカルチェックマシーンでメンテナンスを行なう。チェックマシンは八角形の透視装置で一也の内部メカをチェックし、故障箇所があればレーザー光線で修理するが、ダメージを受けた箇所にはレーザーシャワーを施す。
当初は変身機能が機械（コンピュータ）による遠隔操作で行われるため、命の危機以外自力で変身できなかったが、赤心少林拳の修行により「梅花の型」による「変身の呼吸」を身に付け、サイクロード（サイクロイド）を出現させる独自の変身ポーズで変身できるようになった。第24話以降は呼吸の感覚が研ぎ澄まされ、変身ポーズの省略や変身にかかる時間が短縮された。
デザイン
仮面ライダーV9として検討されていた時期のデザインは、マスクに人のような口と鼻があり、胸部やベルトはVをかたどっていた。
決定稿では体色は緑色であったが、前作のスカイライダーとイメージを一新するために銀と黒のデザインになった。形状は新1号を参考にしている。

造形
スーパー1および怪人の造形や美術全般は造形会社「コスモプロダクション」が担当した。マスクの原型制作は前作に引き続き藤崎幸雄が担当した。
マスクは、スカイライダーと同じく前後分割式となっている。目の下に覗き穴のあるものが第19話Aパートまで使用されたが、第19話Bパートからは覗き穴のないものが使用されている。

### 専用ツール
サイクロード（サイクロイド）
スーパー1の変身ベルト。変身時にバックルカバーが展開し、風車が回転することで風力エネルギーを取り込み、変身する。

ファイブハンド
元々は惑星開発用アームツールとして開発されたスーパー1の特殊装備。その名の通り5種類の腕（肘から下のグローブ部分）を換装し、武器として使用する。「チェンジ・●●ハンド!! 」の掛け声とベルトの腰にあるファイブハンドボックス（ハンドボックス・チェンジボックス）に両手でスイッチに当てて瞬時に転換装着される。片腕のみの交換も可能（41話）で、取り外して放置状態の腕も遠隔で回収可能（21話）だが、破損すると交換できなくなる（18話）。
- 『V9』の企画段階ではそれぞれシルバーハンドやレッドハンドなど色で命名されていた。当時の児童誌などでは、手袋と誤って紹介されており、子供たちが誤って解釈する現象が起こった。

スーパーハンド
30トンの力を秘めた、変身時に通常装着している銀の腕。未知の惑星に棲む宇宙生物から身を守るために開発され、格闘戦に最も適している。
- スーパーハンドには当初鎖が取り付けてあったが、クランクイン直後の立回りでスーパー1が手を払うアクションを行った際に鎖が戦闘員役の顔面を直撃したため、安全面を考慮して紐に変更された。放送開始前の撮影会の時点ではフリンジはつけられていなかった。

パワーハンド
50トンの物体の落下を受け止め、さらに投げ返すことができる怪力を発する。また、その怪力を持って強固な物を曲げ折ったり、握りつぶすこともでき、防御にも応用できる。色は赤。威力は500トンになる。
第1話の改造直後の性能チェックでは、受け止めた鉄球を投げ返した際、右腕に痛みを感じていたが、ヘンリー博士曰く「変身を重ねれば身体が馴染んで痛みを感じなくなる」とのこと。
エレキハンド
発生させた高圧電流を変換して3億ボルトのエレキ光線を発射する青い腕。機械類の電源の遠隔供給用に開発されたが、敵への攻撃にも使われ、連続発射も可能。18話でヤッタラダマスの電気攻撃で破壊され、修理とともに攻撃に対抗するためのパワーアップが施された他、21話のバチンガル戦ではファイブハンドを全て奪い返した後のエレキ光線で同怪人を倒した。47話では黄金病を無力化する浄化光線を撃てるように改良された。
冷熱ハンド
右腕からは超高温火炎、左腕からは超低温の冷凍ガスを発射する緑色の腕。それぞれの腕の装置の形状が異なる非対称構造となっている。同時発射も可能。
火炎放射で敵をひるませたり、冷凍ガスで相手の動きを封じたりして攻撃につなぐ。
レーダーハンド
左右の腕それぞれに装着された小型偵察ロケット・レーダーアイを射出し、甲部分につけられたレーダー画面で半径10キロメートル以内の様子を調べることが出来る金の腕。音声指示によって特定の対象物のみをサーチさせることも可能。単純な索敵のみならず、小型ロケット弾としても機能し、 15話ではライオンサンダーに直撃、21話にてファイブハンドを装着できる怪人バチンガルにスーパーハンドとレーダーハンドを除く他のファイブハンドを奪われた際、全て強奪せよと命じられたにもかかわらずこれら3つでスーパー1に勝つことを目論見、同時にロケット弾になることも知らずレーダーハンドは役に立たないと思われていたため奪われなかったが、その結果油断したバチンガルが不意を突かれるきっかけとなる。45話ではショオカキングを倒すための決定打ともなった。
- 『V9』の企画段階ではレーダーアイで人命救助を行うという運用方法も想定されていた。

### 必殺技
とどめのキック技に関しても拳法家の設定が活かされ、空中で赤心少林拳の型を決めた後に「スーパーライダー」の名を冠した各種キック技を使う。
スーパーライダー月面キック（スーパーライダー月面宙返りキック）
空中月面宙返りを5～6回繰り返した後にキックを決める。最も多用された必殺技で、カイザーグロウ（帝王テラーマクロ）を倒した技でもある。

スーパーライダー閃光キック
シンプルな飛び蹴りを放つが、蹴った時に怪人がショートするのが特徴。死神バッファロー（メガール将軍）を倒した技でもある。なお、バリエーションとして、閃光キックや0.5秒で急降下するスーパーライダー稲妻閃光キックも存在する。スーパー閃光キックと呼称されたこともある。

スーパーライダー旋風キック
スーパーライダー閃光キックと同じ要領であるが、相手にはスーパー1の姿がぶれて見えるらしい。第2話のみ仮面ライダーを名乗る以前に旋風スーパーキックと呼称している。

スーパーライダー梅花二段蹴り
梅花の型を習得したスーパー1が、ギョストマと再戦した時に放った技。梅の花をバックに前方宙返りを数回してから二段蹴りを決めて同怪人を倒した。

スーパーライダー日輪キック
空中で片足前蹴りを3度繰り返してから一度後方回転をしてスーパーライダー閃光キックを決める。アリギサンダーを倒した。

スーパーライダー十字回転キック
空中で大の字回転を繰り返してから蹴る。ジシャクゲンを倒した。

スーパーライダー旋風二段蹴り
空中で片足二段蹴りを放つが実際は片足前蹴りを5度繰り返している。火焔ウォッチを倒した。

スーパーライダー稲妻落とし
スーパーライダー旋風キックの強化版。蹴る際には複数に分裂したように見える。オニメンゴを倒した。

スーパーライダー稲妻旋風キック
スーパーライダー稲妻落としにスーパーライダー旋風キックの要素を加えたもの。ビデオンを倒した。

スーパーライダー反転三段キック
両足蹴りから一度後方回転して片足前蹴り3度の構えで片足前蹴り単発を追い打ちで放つ。フランケンライターを倒した。

スーパーライダー水平線キック
夕日を背景に回転系の蹴りではなく真一文字に打ち抜く。2体同時に蹴る事が可能でオニビビンバとサタンドールをまとめて倒した。

スーパーライダー天空連続キック
月面宙返りからのキックを数回繰り返す。ゴールドゴーストに致命傷を負わせた。

スーパーライダー空中殺法四段旋風蹴り
ジャンプした後、複数の敵に連続でキックを放つ。

赤心少林拳諸手打（）
敵の頭部を挟み込むように両側頭部に手刀を浴びせる。劇場作品で使用。赤心少林拳は「梅の花」をベースとした拳法で変身ポーズの決め手に行われる型は「梅の花」を指している。

赤心少林拳合掌（）
合掌し精神統一により敵の幻術を破ったり、分身の術を使う相手の本体を見抜く技。内部機能ではなく沖一也（スーパー1）の精神が左右する。

### 専用マシン
Vマシーン / Vジェット
一也の愛用マシン。元々はヘンリー博士が開発した惑星開発用マシンで、原子力エンジン「マイクロ・ソーラー・システム」を動力源としており、10キロメートル先まで見えるヘッドライト・パワーサーチャー、無人走行を可能とする自動航行コンピューター、モニターやテンキーが配備されたインストルメントパネル、高性能レーダー、スーパー1と連動している脳波追跡装置、前部にセンサークラスターなどを装備している。オンロードでの走行を得意としており、偵察や敵の追跡に使用される。高速で走行できる反面、小回りが利きにくく、悪路には弱く、戦闘には使用されなかった。
スイッチを入れるとジェット推進装置や安定翼が展開して高速走行形態であるVジェットに変形する。
- Vジェットの名称自体は当初から存在していたが、序盤の劇中ではどちらの形態もVマシーンと呼ばれていた。変形後を区別するために『テレビランド』編集部発行のメール新聞「少年仮面ライダー隊ニュース」第15号でVジェットと表記したことがきっかけで、テレビシリーズでも名称を使い分けるようになった。
- 放送当時発売されていた玩具版では、劇中の設定にはないミサイル砲が前輪の両脇に装備されており、テレビCMでもPRされていた。

撮影車両
マシンの製作に当たっては当初、エンジンを覆うように両側面にもカウリングがあったが、地面に足をつける妨げとなることや、重量が過大になることからオープニングや第1話だけで取り外された。
撮影用のマシンは2台用意された。1台は電動変形ギミックが仕込まれていたが、車両本体のバッテリーで変形のためのモーターも起動していたため、度々バッテリー上がりを起こし、また450キログラムを超える車体重量のため、運用性は高くなかったという。もう1台はVマシーン形態で固定されていたが、撮影にはほとんど使われなかった。最高速度はベース車の型番に因んだものである。
重量のためにそれまで使用していた運搬用のトラックは使えず、新たにエレベーター付きのトラックを購入している。

ブルーバージョン
一也のもう一つの愛用マシンで、変身前でも乗用することがある。軽合金製の機動性を重視したオフロードタイプの戦闘用マシン。Vジェットと同じく元々は惑星開発用に作られたもので、その名のとおり青い車体をしている。動力はVジェットと同じ原子力エンジン。普段は地下基地で待機しており、車体後部のアンテナでスーパー1の出す指令電波を受けて、どこへでも駆けつける。オフロード用のマシンでVジェットよりもスピードは落ちるが、悪路には強く、戦闘でも活躍する。47話では体当たり技・スーパーライダーブレイクを使用。
撮影車両
撮影用車両は輸出用のスズキ・ハスラー250。走行性能が高く、エンディングに見られるように特にジャンプ力に優れ水平40メートル、高さはビルの2階ほどまで跳べたという。反面、車高が高くパワーもあるため主演の高杉では扱いにくく、エンディング撮影時に大破し、2台目が制作された。また、第22話から前作『仮面ライダー (スカイライダー)』のスカイターボのベースと同じ市販オフロード車に変更された。スカイターボそのものを改良して作られたという説もあるが、バイクスタントの谷澤実によると同じ車種の別車両だったそうである。初代車両は、第47話のゴールドゴースト戦でのみ復帰した。

### 他作品での活躍
『10号誕生!仮面ライダー全員集合!!』
悪の組織バダンが開発した時空破断システムのエネルギー源・バダンニウム84の輸送を阻止するため、宇宙より地球に帰還。
風見志郎（V3）や結城丈二（ライダーマン）と合流し、村雨良（仮面ライダーZX）と出会って仮面ライダーとしての境遇を語っていく。
『仮面ライダーBLACK RX』
声 - 岸野一彦
第41話から第47話（最終回）に登場。アメリカ大陸の東半分をクライシス帝国から守っていた。クライシスの日本総攻撃を予期し、アリゾナを拠点にアメリカ大陸の西半分を守っていた仮面ライダー1号のもとに集結。
共同での特訓を経た後、10人揃って日本に帰国してRXと共闘。第44話ではRX救出の際に、目晦ましのため冷熱ハンドで敵の足元を撃った。
『劇場版 仮面ライダーディケイド オールライダー対大ショッカー』
声 - 根本幸多
ライダートーナメント決勝で、V3やBLACKと共に「昭和ライダー」チームの一員として登場。仮面ライダーディケイド、仮面ライダーディエンド、仮面ライダークウガと対戦し、劇中で「四段旋風蹴り」をディケイドとクウガに放つ。
終盤では大ショッカーに苦戦するディケイドたちを助けるために再登場。ファイブハンドの使用はない。
『仮面ライダー×仮面ライダー W&ディケイド MOVIE大戦2010』
声 - 根本幸多
『仮面ライダーディケイド 完結編』の冒頭でスカイライダーと仮面ライダーカブトと共にディケイドの捜索に乗り出すが、突如現れたディケイド 激情態の攻撃によってスカイライダーが倒されてしまい、さらに自身も「クロックアップ」で空中に飛ばされ「ディメンションキック」を受けて爆発。カブトと共にライダーカードに封印されてしまう。
ファイブハンドの使用はないが、戦闘後にカブトのカブトホーンと共にスーパーハンドが残骸として残される。また、スーパー1がセリフを言っている時には、眼が点滅していた。
『オーズ・電王・オールライダー レッツゴー仮面ライダー』
ショッカーに苦戦する1号、2号、電王、NEW電王、オーズを助けるために他のライダーと共に登場。ショッカー首領との決戦では、エレキハンドを装備していたが、使用することはなかった。
『仮面ライダーフォーゼ』
テレビシリーズ第2話にて、ドクマファイターと戦闘している場面の映像が動画投稿サイトに投稿されている。
また、主役ライダーである仮面ライダーフォーゼは「宇宙」、仮面ライダーメテオは「拳法」と、スーパー1の要素を分けて受け継いでいる。
『仮面ライダー×スーパー戦隊 スーパーヒーロー大戦』
終盤に他のライダーやスーパー戦隊と登場し、大ショッカーや大ザンギャックと戦った。
『仮面ライダー×スーパー戦隊×宇宙刑事 スーパーヒーロー大戦Z』
中盤でスペースショッカーに苦戦する宇宙刑事ギャバン（type-G）を救うべく、宇宙系ヒーローの1人として、ディケイド、フォーゼ、メテオ、超新星フラッシュマン、特捜戦隊デカレンジャーと共に参戦する。戦闘の際には、メテオとの同時キックを披露。
『平成ライダー対昭和ライダー 仮面ライダー大戦 feat.スーパー戦隊』
声 - 神谷浩史
1回目は仮面ライダーアマゾンと共に仮面ライダーバロン（マンゴーアームズ）を倒し、2回目はエレキハンドを装備して仮面ライダーアギト（トリニティフォーム）と戦い、「ファイヤーストームアタック」と「スーパーライダー閃光キック」の衝撃で共にロックシードに変化してしまう。
だが、終盤で復活して地下帝国バダンと戦い、平成ライダーとの最終決戦では仮面ライダー龍騎や仮面ライダーカブト（ライダーフォーム）と戦った。
映画『スーパーヒーロー大戦GP 仮面ライダー3号』
声 - 関智一
歴史改変の影響でショッカーライダーになっており、スカイライダーとZXと共に、ライダータウンに向かう途中の仮面ライダー3号と仮面ライダーゼロノスに襲い掛かり、エレキハンドで攻撃する。
最終決戦では1号と2号が復活したことで洗脳が解け、ショッカーに立ち向かい、仮面ライダーストロンガー・ディケイド・仮面ライダー鎧武との同時攻撃でショッカーの幹部たちを倒した。

## 敵組織

### ドグマ（ドグマ王国）
ネオショッカー壊滅後にB26暗黒星雲から現れた帝王テラーマクロ率いる闇の王国。動物モチーフでありながら機械的な外観を持つ改造人間を擁する。組織の構成員は「ドグマ拳法」と呼ばれる独自の格闘術を習得し、拳法家や忍者、ボクサーといった武術家を改造した怪人も多い。劇場版の地獄谷五人衆は「地獄谷拳法」を使う。加えて機器の能力を併せ持つ怪人や空想上の動物をモチーフにした怪人など、多彩な顔ぶれが揃っている。
また、その組織形態は従来の組織と一線を画しており、独自の司法、行政機関を持ち、警察や裁判所も存在する小国家的な性格を持つ。その目的は、この世から弱い者を抹殺して、美しい者や優れた人間たちによるユートピア（ドグマ帝国）の建設である。
人間態の首領が怪人に変身することや、大幹部の上に首領直属の親衛隊が存在することなど、前作までの敵組織と比較して特徴的な点が多い。ドグマではカラスが聖なる鳥とされており、シンボルマークは「横顔のカラス」を模している。数々の作戦をスーパー1によって阻止されメガール将軍も失ったテラーマクロはカイザーグロウの像の血を浴び、不死身の身体を得たカイザーグロウとなってスーパー1に挑むが倒され、ついにドグマは壊滅する。しかしB26暗黒星雲からは新たな組織がすでに地球に迫っていた。
なお、『仮面ライダーZX』に登場するバダン総統が（ドグマを含む）過去の悪の組織すべてを影で操っていたと記述する書籍もあるが、真相は不明（詳細はバダン総統を参照のこと）。
- プロデューサーの平山亨による企画書ではマーダーという名称であり[10]、企画当初はテラーマクロを中心とした「国家」という形で描かれた[48]。

帝王テラーマクロ
ドグマの支配者。右目に敵の弱点を分析する機械の義眼をつけた老人の容姿をしている。その正体はネオショッカー大首領と同じくB26暗黒星雲からやって来た宇宙生命体。
「怒りの鈴」と呼ばれる3つの鈴の音とともに姿を現し、鈴の音色で服従させた怪人たちに命令を下す（その鈴の音は部下を苦しめ罰を与えるのにも用いられる）。国内某所の霊山にある本拠地の宮殿で親衛隊に守られながら玉座に座して戦況を見守っており、最終決戦の時までほとんどそこを動くことはなかった。しかし、玄海老師に匹敵するほどの拳法の達人であり、地獄谷と呼ばれる場所に道場を持つ。
地上にドグマの理想郷を築くことが目的で、優秀であると認めない人間はその存在すら許さない。ドグマ内では絶大なカリスマを誇っており、怪人のほとんどは断末魔に「テラーマクロ！」と叫ぶほどである。
続くジンドグマも同じくB26暗黒星雲出身だが、特に関連性は語られなかった。
- 平山亨による企画書ではマクロ教授という名称であった。
- メインライターの江連卓による第1話のプロットでは、政財界のボスである黒沼大三郎という表の顔を持っているという設定であった。準備稿では黒沼鉄鬼という名称になり、氷室吾郎という秘書も設定されていた。
- 劇場版の準備稿では、かつては黒沼外鬼という拳法家であり、赤心寺に伝わる火の車の秘密を印した粘土板を狙って玄海老師の師匠に弟子入りし、師匠を殺害して粘土板を奪ったことにより玄海老師はドグマと立ち向かうことになったという設定が語られる予定であった。

カイザーグロウ
第23話に登場。テラーマクロが、宮殿に乗り込んできたスーパー1と戦うために、合体の儀式でドグマの神の使者カイザーグロウの像に流れる血を浴びて不死身の体を得て変身した怪人。足の指からの連射砲や嘴からの銃弾が武器。玄海老師や弁慶など、赤心寺の面々を抹殺し、スーパー1も一度は敗退させた。しかし、返り血を浴びた際に右肩に悪魔元帥のペットのカラス・クロウがとまっており、そこだけ不死身になっていなかったことを玄海老師に看破されてしまった。ドグマでは聖なる鳥とされていたそのカラスはジンドグマの悪魔元帥が送り込んだスパイであった。玄海老師や弁慶を殺され怒りに燃えるスーパー1との再戦では、スーパー1に右肩を集中攻撃され、弱った末にスーパーライダー月面キックを受けて、「ドグマは永遠なり！」と叫びながら爆死した。

メガール将軍
ドグマの極東司令官。テラーマクロに忠誠を誓い、怪人たちを指揮している。テラーマクロが登場しない回では実質上の最高司令官的に描かれていた。自分の影武者を複数用意しており、怪紳士に変装して市井に潜り込むこともあった。愛馬バラガに乗り、長剣を使った騎馬戦を行う。
その正体は5年前に消息を絶った城南大学出身の国際宇宙開発研究所の秘密研究員・奥沢正人。一也以前に惑星開発用改造人間の被験者に志願したが、変身回路の異常により改造手術は失敗し醜い怪人となってしまう。絶望のあまり自殺しようとしたところをテラーマクロに誘われ、人間たちに復讐するためドグマに加わった。その後はドグマの将軍として、様々な悪事に従事していたが、婚約者・池上妙子の写真の入ったオルゴールロケットは持ち続けていた。親衛隊とは犬猿の仲で、彼らを嫌い対立していた。
最後は自ら出陣し、怪人死神バッファローに変身してスーパー1に決戦を挑んだ。そこにかつての婚約者・妙子が現れてスーパー1とともに「今の技術なら元に戻れる」と説得される。しかし、彼の頭部に埋め込まれていた服従カプセルの影響で、完全に自我を奪われスーパー1に襲い掛かり、戦いを止めるために説得を試みようとした妙子を殺害してしまう。怒りに燃えたスーパー1のスーパーライダー閃光キックを受け「ドグマよ永遠なれ！」の断末魔を上げて爆死した。
死神バッファロー
第22話に登場。メガール将軍が変身した怪人。黒煙の中から姿を現す。その正体は未熟な技術のせいで醜い姿になった、言わば惑星開発用改造人間0号であり、頭部にはドグマの服従カプセルが埋め込まれている。30tの衝撃を誇るショルダーアタックと鉄球を武器として、ドグマの怪人墓場でスーパー1に決闘を挑んだ。

親衛隊
テラーマクロを護衛するテラーマクロ直属の兵士団。主に3人組で行動し、常にテラーマクロの傍に控え、時には帝王の意思の代弁者となる。通常の指揮系統には属していないため、メガール将軍よりも上か対等の地位にあり、メガール将軍を見下したり、命令を下したり、作戦に難癖をつけたりすることもあり、両者の間には常に険悪な空気が流れている。比較的高い武芸に秀でており、剣や槍、弓矢や斧を使って武装し、沖一也とも互角に戦った。最終決戦の際にも弓矢で弁慶を射殺しているが、その直後に玄海老師によって全員倒された。

#### ドグマのゲストキャラクター
青鬼指揮官
3話に登場。黄金郷建設のため、怪人エレキバスと共に死人渓谷の埋蔵金発掘の作戦を担う冷徹な性格の幹部。最期は剣でスーパー1に挑むも、赤心少林拳諸手頚動脈打ちを受けて倒された。

ドクター・ガイガン
9話に登場したドグマ超科学研究所・怪人製造チームに属する科学者。怪人製造の天才で厳選した蟹から怪人ガニガンニーを製造したが、親衛隊の不手際でガニガンニーに脱走されてしまう。以後の去就は不明。

ゾルゲベール
14話に登場した悪魔博士と呼ばれる元ナチスの科学者で、ヒットラーの下で殺人兵器や毒ガスを開発し、ユダヤ人を虐殺するなどした。30年前に処刑され、研究のためにイギリスの頭脳研究所に脳だけが保存されていたが、それを盗み出したドグマの手によって奴隷に脳を移植して復活させられる。ナチスが使用していた毒ガス・Rガスを使用する作戦を展開した。怪人ムカデリヤをそそのかして共にドグマ乗っ取りを画策するが、そのことがメガール将軍により発覚したことで処刑される。

#### ドグマの戦力
怪人
これまでの組織の怪人と比べて全身の内部や装甲を機械で強化されているため、外見がメカニカルになっており、頻繁に電子音を発する。なお、ほとんどの怪人はドグマ拳法を身に付けており、頭部には服従カプセルが埋め込まれているため、ドグマに忠誠を誓っている。死ぬ直前にテラーマクロの名前を絶叫するのも大きな特徴である。一部の怪人（ファイヤーコング、カメレキングなど）は人間態を持っている。

ドグマファイター
身体の90パーセント以上を機械化しているドグマの下級戦闘員で、剣が武器。単にファイターと呼称されることもある。電子音のような鳴き声を発するが、人語を喋ることも可能。このほか劇中では嗅覚の鋭さおよびそれが仇となる描写も描かれた。オートバイ部隊や科学班や超医学班は白衣を着用して、ドグマ警察に属する者など、様々なバリエーションが存在する。また本拠地には黒い道着を着た怪人同様、ドグマ拳法の遣い手もいる。ドグマ壊滅後、生き残った者はジンドグマに回収され、ジンファイターに再改造・洗脳された。
『仮面ライダーオーズ/OOO』
第28話（ライダーシリーズ通算1,000回記念話）では元ショッカー戦闘員・千堂院の欲望から生み出された戦闘員軍団に混じって登場している。正体はヤミー（『オーズ』の怪人）。
『仮面ライダーフォーゼ』
第2話でネット動画としてスーパー1と戦う姿が描かれている。

### ジンドグマ
ドグマ壊滅後に現れた、悪魔元帥と配下の4幹部によって支配された宇宙からの勢力。ドグマと同じくB26暗黒星雲からの侵略者で、器物・日用品をモチーフにした怪人を操る。幹部のモチーフは従来の組織と同様に生物がモチーフとなっている。組織の3大原則として「暴力、略奪、破壊」を掲げ、「ジンドグマに逆らう者は直ちに殺せ。必要なものは略奪し、不要なものは全て破壊せよ」というジンドグマ憲法に基づき、地球征服を企む。ジンドグマのマークはアルファベットのJをモチーフにしている。
最終決戦では宇宙船ジュピタースーパー1を強奪し、宇宙から新型爆弾を投下することで一気に地球を攻撃しようとするが、スーパー1に阻止されて失敗した。悪魔元帥が変身したサタンスネークはスーパー1に倒され、同時にアジトも大爆発を起こす。
なお、『仮面ライダーZX』に登場するバダン総統が（ジンドグマを含む）過去の悪の組織すべてを影で操っていたと記述する書籍もあるが、真相は不明（詳細はバダン総統を参照のこと）。
- 第23話と雑誌掲載用の撮影会では幹部のメイクや衣裳が異なっていた[58][6]。
- 企画当初はダンカン一味という名称であった[59]。

悪魔元帥（）
ジンドグマの支配者で、テラーマクロと同じくB26暗黒星雲から送り込まれた宇宙生命体。性格は冷酷非情極まりなく、人間よりも機械を絶対的に信じており、自身の体も機械化しているが、怪人態は生物的な姿であった。武器は守り刀の稲妻電光剣でマジョリンガに貸し与えている。ベルトから光線を放つ。4大幹部を率いて非情な暗躍を次々実行させるが、幹部連の子供じみた功名争いには呆れた表情も見せる。その正体は多頭蛇の怪人サタンスネーク。最終話では富士の樹海に再建された国際宇宙開発局を急襲し、魔女参謀と共に宇宙船ジュピタースーパー1を強奪して宇宙からの地球攻撃を目論む。スーパー1についても、窒息させようと真空の密室に閉じ込め倒したかに見えたが、宇宙開発用改造人間であるスーパー1には無効であり、倒れたこと自体が演技であった。
第24・25話のオープニングクレジットや第24・37話劇中での命令書の表記は悪魔元師。
- 企画段階では元々はドグマの一員であったという設定で、テラーマクロの逆鱗に触れて処刑されようとしたところを逃れ、裏工作によりテラーマクロをスーパー1を戦わせて抹殺し、ドグマ新政権としてジンドグマを結成するという展開が構想されていた。
- 企画当初はダンカンという名称であった。

サタンスネーク
第48話に登場。悪魔元帥がまばゆい光に包まれて変身したジンドグマ最後の怪人。多数の蛇が絡みついた姿をしている。伸縮自在の蛇の首で敵の体を捕らえ、蛇の両眼から放つスネークビームで攻撃する。最終話で変身してスーパー1に挑むが、奪われた稲妻電光剣で全ての首を跳ね飛ばされた末に腹部を貫かれ、最後はスーパー1を道連れにしようとするも失敗し、爆死した。
- 企画段階のラフ画では首が7本だったが、スーツの作成段階で8本となった。

魔女参謀（）
その名のとおり魔女のような妖艶な姿をしており、口から下は黒いヴェールで隠している。強力な妖魔術を使いこなすほか、変装術にも長けており、スパイ活動も行なう。狡猾な作戦と強力な怪人を駆使してスーパー1を苦しめた。持っているキセルは針が飛び出したり、吹き矢としても使用できる。残忍な性格ながら他の幹部たちから作戦を非難された時に「シャラップ（黙れ）」と感情的になるなど、どこかコミカルな面があり、それ以外に演じるギャグシーンも女性的である。幹部たちにおやつとしてかき氷を出すシーンなどもあり、食事の準備などは妖怪王女より所帯じみた一面も見せた。最終話で悪魔元帥と共に国際宇宙開発局を占拠し、怪人マジョリンガに変身した。
- 企画当初はガドリーヌという名称であった。

マジョリンガ
第48話に登場。魔女参謀が悪魔元帥と同様にまばゆい光に包まれて変身した超A級怪人。巨大な蝶を模した姿をしており、蝶への変身能力も持つ。念じただけで岩石を飛ばす超能力岩石飛ばしという技を持つ。また、体中に付いた木の葉を飛び散らせることで、相手を窒息死させる。悪魔元帥から貸し与えられた稲妻電光剣でスーパー1に稲妻を浴びせ、ダウンさせてもなお浴びせ続けるがそれをエネルギーとして吸収して復活したスーパー1に剣を奪われて逆に首元を貫かれ、最後は元の姿に戻ってジンドグマの栄光を叫びながら爆死した。

幽霊博士（）
主にジンドグマの化学兵器の製造を担当する老科学者だが、前線で指揮を執ることもある。怪異な容姿に反してその性格はかなり間抜けで、時間や数字に細かく食い意地が張っていたり意地汚く子供じみているが、鬼火司令と妖怪王女が倒された時には彼らの死を悼み敵討ちを誓うなど、仲間思いの一面も見せる。全身が白く、左腕と右足を機械化しており、幽体を操る能力や瞬間移動能力も持つ。左手の鉤爪と鞭が武器。第47話で怪人ゴールドゴーストに変身する。
- 企画当初はバランという名称であった。

ゴールドゴースト
第47話に登場。幽霊博士の変身した超A級怪人で幽霊型宇宙生命体。スーパー1の前に最初からこの姿で現れ、変身の様子は描かれていない。この状態では一人称が「ワシ」から「俺」に変わっており、変身前より性格が好戦的になっている。金貨製造機を思わせる機械的な外見を持ち、赤い左目は自身の蜃気楼を発生させる装置になっている。武器は左腕から発射するロケット弾。宇宙産の金色の猛毒カビ・黄金の砂を東京都内に降らせて黄金病を蔓延させる一方、黄金病に感染した一也こそが感染源だと人々へ吹き込み、一也を抹殺させようと捕らえさせる。しかし、一也は谷たちによって救われ、スーパー1の反撃を受ける。最後はレーダーハンドのレーダーアイを撃ち込まれて致命傷を負ったところをスーパーライダー天空連続キックを受けて元の姿に戻り、自らの死を認めない遺言を残して爆死した。

鬼火司令（）
人骨をモチーフにした服をまとっている。電磁エネルギーを火炎に変え、杖から発射する。武器は大鎌で、鬼火を操る。頭に血が上りやすい典型的な体育会肌であり、正反対の性格である幽霊博士とは折り合いが悪い。豪気で攻撃的かつ短気な性格だが、部下をその気にさせて上手に使い、眼鏡に適った人物には鷹揚な一面を見せるなど、武人的な気質でもある。指揮する怪人にもその性格が反映された者が多い。スーパー閃光キックを無効化させる火球への変形能力を持つ。第46話で暗殺部隊「夜光虫」を率いてスーパー1を急襲し、彼の視神経メカを損傷させた。その直情的な性格から、他の幹部たちに比べると作戦の密度が粗かった。怪人オニビビンバへ変身する。
- 企画当初はメディアという名称であった。

オニビビンバ
第46話に登場。鬼火司令がベルトのスイッチを押して火花に包まれながら変身した超A級怪人。「暗殺怪人」とも呼ばれる。骸骨を思わせる縦長の巨大な頭部が特徴であり、胴体が消火器のような形状をしている。暗黒拳法の使い手。移動時は死神バッファローと同様に乗馬する。妖怪王女と共にスーパー1を抹殺しようと目論む。武器は大鎌と背中のオニビビンババズーカ、右腕を変形させた火炎放射器から噴射するオニビビンバ火炎放射。サタンドールと共にスーパー1をおびき出して倒そうとするが、視力を取り戻したスーパー1のスーパーライダー水平線キックによって倒された。

妖怪王女（）
顔に蝶を象ったマスクをつけた女性幹部。気まぐれでイタズラ好きな性格をしており、作戦も遊び半分で行う一方でプライドがとても高く、僅かでも自分を辱めた者は決して許さない。念力や催眠術、鞭を操る。人間の美女へ変身できるが、それ以前の素の状態でもスタイルは抜群である。悪魔元帥や他の3大幹部に比べると、ジンドグマが目指す恐怖政治などの俗な目標にはそれほど興味が無いようで、むしろ人間が混乱する様子を愉しむ愉快犯的な面が目立った。第46話で怪人サタンドールへ変身する。
- 企画段階では妖怪侯爵という男性幹部であり、妖怪王女は存在しなかった。

サタンドール
第46話に登場。妖怪王女が妖しい光を伴って変身した超A級怪人。強大な念動力でスーパー1の肉体をも操り、瞬間移動能力で相手を翻弄する。フランス人形に変身して谷モーターショップへ潜入し、谷たちを負傷させるとジュニアライダー隊を人質に取り、失明したスーパー1をオニビビンバと共に倒そうとするが、スーパーライダー水平線キックで返り討ちにされる。軽い性格のように見えて芯の強い部分があり、変身後も己の信念から最後まで打倒スーパー1と自分の無念を晴らすことを捨てず、それを遺言として残した。
- 怪人態は着ぐるみではなく、妖怪王女役の吉沢自身が演じているが、声は別人による吹き替えとなっている。

#### ジンドグマの戦力
怪人
地球上の器物や電化製品をモチーフに作られた怪人たち。怪人の能力適正ごとに幹部の配属先が決まっており、会社における部下に該当する。作戦時になると幹部から呼び出しを受け、前線へ駆り出される。ユニークな外見をした者が多いが、その能力は極めて高く、スーパー1を何度も窮地に追い込む。知能はさほど高くないが、人間の言語を流暢に喋れる。なお彼らが改造人間であるかどうかは作中では言及されていない。また、一部の怪人（グラサンキッド、ショオカキングなど）は人間態を持っており、乗り物を運転できる。

ジンファイター
ジンドグマの戦闘員。ドグマのファイターを再改造・洗脳教育して強化したもので、新たに顔に銀色の鉄の仮面が着けられ、体には銀色の線が入った。人間への変身能力を持つ。ドグマファイターとは異なり、電子音のような鳴き声を発しない。また、バスケットボール、イスなどの道具から変化した個体も確認できる。
ジンドグマ秘密警察
第34話に登場。妖怪王女が管轄し、スーパー1を逮捕した。
ジンドグマローラースケート部隊
第30話に登場。地上最高のスピードを目指した部隊。
四大幹部直属のジンファイター
四大幹部が指揮するジンファイターは金色のマスクが付けられている。
夜光虫
第46話に登場。鬼火指令配下の暗殺部隊。対スーパー1用に訓練された部隊。武器は手鎌。
親衛隊
第47話から登場。悪魔元帥直属の親衛隊。金色の仮面を付けている。

ロボットスーパー1
怪人コマサンダーの能力テストに用いられた。黄色いマフラーを靡かせ、本物のように冷熱ハンドを駆使する。機械音を発する。冷熱ハンドを無効化したコマサンダーに頭部を割られ破壊され、機能を停止した。
- 書籍によっては、アンドロイド・スーパー1と記載されている。

兵器
改造人間以外の兵器はあまり登場しない。
ドクロガス
第35話に登場。ガスマスクも貫通して5秒で人間を溶かす。幽霊博士が太田ヒロコの父親太田吾郎博士に開発させた。
地獄スプレー
第31話に登場。人間を泡にして吸い込み、ジンドグマに忠誠を誓うスプレー人間に変える。怪人スプレーダーが使用し、「花束印のヘアスプレー」として特売で販売された。

施設
ユートピアン国
第38話に登場。「四次元トンネル作戦」で集めた子供たちにジンドグマの兵士としてのすばらしさの教育を施そうとするために建設された。幽霊博士が怪人コゴエンベエに廃品の冷蔵庫の先の異次元空間に作らせた。逆らう者は奴隷として岩山で強制労働させられる。

## キャスト

### レギュラー・準レギュラー
- 沖一也 / 仮面ライダースーパー1 - 高杉俊价
- 小塚政夫[注釈 23] - 佐藤輝昭
- 草波ハルミ[注釈 24] - 田中由美子
- 草波良[注釈 25] - 早川勝也 (2,3,5 - 14,16,18 - 21,23 - 48)
- 玄海老師[注釈 26] - 幸田宗丸 (2,6,10,12,13,17,23)
- 弁慶[注釈 26] - 西山健司 (2,6,10,12,13,17,23)
- マサコ - 永塚りえこ (24 - 48)
- 大助 - 田中和則 (24 - 48)
- シゲル - 渡辺忠臣 (24 - 48)
- マモル - 岩城歩 (24 - 48)
- タケシ - 萩原等司 (24 - 48)
- ミチル - 中村和泉 (24 - 48)
- マサル - 荻堂盛幸 (24 - 48)
- 帝王テラーマクロ - 汐路章 (1 - 5,7 - 15,18,21 - 23)
- メガール将軍 - 三木敏彦 (1 - 22)
- 悪魔元帥[注釈 27] - 加地健太郎 (23 - 48)
- 魔女参謀[注釈 27] - 藤堂陽子 (23 - 48)
- 幽霊博士[注釈 27] - 鈴木和夫 (23 - 47)
- 鬼火司令[注釈 27] - 河原崎洋夫 (23 - 46)
- 妖怪王女[注釈 27] - 吉沢由起 (23 - 46)
- 谷源次郎 - 塚本信夫
- ナレーター - 中江真司

### 主なゲスト
括弧内の数字は出演回。
- ヘンリー博士[注釈 28] - 大月ウルフ (1)
- 坂田研究員[注釈 28] - 川島一平 (1)
- 研究員 - ウイリー・ドーシー (1)[注釈 29]
- 研究員[注釈 28] - 森祐介 (1)
- 柏木道場師範[注釈 28] - 荻原賢三 (2)
- 白鳥[注釈 28] - 森章二 (3)
- 白鳥さゆり[注釈 28] - 内海和子 (3)
- 青鬼指揮官[注釈 28] - 新海丈夫 (3)
- イスマエル・グラナダ[注釈 28] - 石田信之 (4)
- 菅原恵子[注釈 28] - 里見和香 (4)
- 侍従[注釈 28] - 松尾文人 (4)
- 神父[注釈 28] - 岩城力也 (4)
- 茜[注釈 28] - 佐藤知多子 (5)
- 山下博士[注釈 28] - 池田鴻 (7)
- 山下博士の妻[注釈 28] - 会田由来 (7)
- 山下健一[注釈 28] - 根岸智夫 (7)
- 海野広吉[注釈 28] - 坂口芳貞 (8)
- 海野秋江[注釈 28] - 中真千子 (8)
- 海野勝[注釈 28] - 萩原等司 (8)
- ドクター・ガイガン[注釈 28] - 平松慎吾 (9)
- 学者[注釈 28] - 川部修詩 (10)
- 佐野博士[注釈 28] - 松本朝夫 (11)
- X-9を置引きする青年[注釈 28] - 吉宮慎一 (11)
- 喰い逃げの男[注釈 28] - 星純夫 (12)
- ゾルベゲール博士[注釈 28] - 当銀俄喨 (14)
- アナウンサー - 川鍋和喜（15）
- 男谷健一郎[注釈 28] - 杉浦龍彦 (17)
- 松原ミツル[注釈 28] - 大栗清史 (19)
- 東山局長[注釈 28] - 小笠原弘 (20)
- 東山ヒロコ[注釈 28] - 足立美江 (20)
- 池上妙子[注釈 28] - 松香ふたみ (22)
- 黒田所長[注釈 28] - 依田英助 (22)
- 木谷教授[注釈 28] - 吉水慶 (24)
- 東西航空社長[注釈 28] - 入江正徳 (25)
- 東西航空社員[注釈 28] - 松尾文人、山本武 (25)
- 書店の主人[注釈 28] - 相馬剛三 (27)
- 山本博士[注釈 28] - 小倉雄三 (28)
- 村田博士[注釈 28] - 浦新太郎 (28)
- スプレーに吸い込まれる少年[注釈 28] - 神谷政浩 (31)
- 古賀国防長官[注釈 28] - 柄沢英二 (32)
- 古賀慎一[注釈 28] - 横山玄一郎 (32)
- 大田吾郎[注釈 28] - 簗正昭 (35)
- 岡田トモジ[注釈 28] - 若松誠 (37)
- 今川ノリオ[注釈 28] - 井浦秀智 (37)
- フォンダ博士[注釈 28] - ラセム・ワハブ (39)
- テリー[注釈 28] - テリー・ベルグ (39)
- No.0044[注釈 28] - 北九州男 (42)
- パーティ出席者[注釈 28] - 二家元辰巳 (42)
- 尾崎理男奈[注釈 28] - 長沢大 (43)
- 研究員[注釈 28] - 小島孝夫、館野玲 (43)
- 栗田博士[注釈 28] - 川端真二 (44)

### スーツアクター
スーパー1のスーツアクターを務める中屋敷は、スーパー1が少林寺拳法をベースにしているため、剛柔流の道場に習いに行っていたが、大会で骨折したことから序盤は少しだけ演じていない時期があり、劇場版で復帰したという。
- 仮面ライダースーパー1[出典 4] - 中屋敷鉄也
- 仮面ライダースーパー1（7,8話代役,劇場版の一部）[13][69]、怪人[69][注釈 30]、親衛隊隊長[54] - 河原崎洋夫
- 仮面ライダースーパー1（11 - 13, 30, 31話の一部、9, 10, 43 - 46話代役）[69][注釈 31] - 橋本春彦
- 仮面ライダースーパー1（代役）[76] - 岩井潤一
- 仮面ライダースーパー1（トランポリン）[69]、怪人[69][注釈 32] - 上田弘司
- ロンリーウルフ[73] - 石塚信之
- ドグマファイター[77][73] - 赤坂順一
- マジョリンガ[64] - 重田あき子

## スタッフ
初代『仮面ライダー』以来シリーズに関わってきたプロデューサーの阿部征司と平山亨、音楽の菊池俊輔、アクションの大野剣友会、ナレーションの中江真司、脚本家の伊上勝、監督の山田稔といったメンバーでのテレビシリーズの制作は本作品が最後で、単発作品を含めても本作品以降は『10号誕生!仮面ライダー全員集合!!』のみである。
メインライターは前作で降板した伊上勝に代わり参加した江連卓が引き続き担当した。前作に引き続き参加した監督の田中秀夫は企画書ではローテーション監督の1人として予定されていたが、『特捜最前線』などと重なったため2本のみ担当したに留まった。
- 原作 - 石森章太郎
- 連載 - テレビマガジン、おともだち、たのしい幼稚園、テレビランド、冒険王
- 資料担当 - 青柳誠
- プロデューサー - 平山亨、阿部征司
- 脚本 - 江連卓、土筆勉、鷺山京子、熊谷節、伊上勝、富田祐弘、吉田耕助
- 中国拳法指導 - 龍明広（北派少林拳）
- 空手指導 - 渡辺安章（第1 - 23話）
- 技斗 - 岡田勝
- 音楽 - 菊池俊輔
- 音楽協力 - あんだんて
- 撮影 - 小林武治、松村文雄、瀬尾脩、加藤弘章
- 照明 - 戸塚和夫、国本正義
- 美術 - 丸山裕司、宮国登
- 助監督 - 山田純生、伊藤一男
- 仕上製作 - 映広音響
- 録音 - 太田克己
- 編集 - 菅野順吉
- 効果 - 今野康之（スワラプロ）
- 選曲 - 茶畑三男
- 記録 - 栗原節子、安部伸子、森美禮
- 撮影助手 - 川合俊二、岩城利男
- 照明助手 - 諸星輝夫、三膳惣計、磯野雅宏
- トランポリン - 上田弘司
- 装置 - 内藤靖夫、中村文栄、江田豊
- 装飾 - 大晃商会
- 衣裳 - 東京衣裳
- 美粧 - 入江美粧
- 操車 - スリーチェイス
- キャラクター製作 - コスモプロダクション
- 合成 - チャンネル16
- 車輌制作 - 十和モータース
- 協力 - スズキ自動車
- 撮影協力 - 東武動物公園（第41話）
- 現像 - 東映化学
- （株）特撮研究所(劇場版のみ)
  - 特撮監督 - 矢島信男
  - 操演 - 鈴木昶
  - 美術 - 大沢哲三
  - 撮影 - 高橋政千
  - 照明 - 三好雄之進
- 進行主任 - 小迫進、橋本寛
- 制作事務 - 川原一哲、伊藤浩
- 制作担当 - 佐久間正光
- 監督 - 山田稔、広田茂穂、佐伯孚治、小西通雄、田中秀夫、奥中惇夫、冨田義治
- 製作 - 毎日放送、東映

## 音楽

### 主題歌
仮面ライダーシリーズは基本的にオープニング、エンディングの歌詞表示は無いが、本作品では前作『仮面ライダー (スカイライダー)』の後期に引き続き歌詞表示が行われた。ただし、前作とは異なりカタカナ語もひらがなで表記されていた（「ジュニアライダー隊の歌」は除く）。
オープニングではVジェット、エンディングではブルーバージョンの活躍がそれぞれ描写されている。
オープニングテーマ
「仮面ライダースーパー1」
作詞：石森章太郎 / 作曲・編曲：菊池俊輔 / 歌：高杉俊价、こおろぎ'73
「ジンドグマ」編となった第24話からは、後述の劇場版の一部が映像に流用された。
第48話では挿入歌として使用された。
エンディングテーマ
「火を噴けライダー拳」（第1話 - 23話・劇場版）
作詞：八手三郎 / 作曲・編曲：菊池俊輔 / 歌：高杉俊价、こおろぎ'73
「ジュニアライダー隊の歌」（第24話 - 48話）
作詞：赤井圭 / 作曲・編曲：菊池俊輔 / 歌：水木一郎、こおろぎ'73、コロムビアゆりかご会
第24、32、34話では挿入歌として使用された。また第41話では劇中でジュニアライダー隊によって合唱されている。

### 挿入歌・イメージソング
作曲は全て菊池俊輔。前作に引き続き、武市昌久（「いちひさし」名義）が編曲で参加した。本作品の主題歌・挿入歌LPは『太陽戦隊サンバルカン』の主題歌・挿入歌LPと同時期に発売され、編曲者（いちひさし）、挿入歌の歌唱者（水木一郎）、バックコーラス陣（こおろぎ'73、ザ・チャープス、コロムビアゆりかご会）と、共通点が多い。
「無敵の勇者スーパー1」（第18話、20話、28話、30話、33話、41話、47話、48話・劇場版）
作詞：八手三郎 / 作曲・編曲：菊池俊輔 / 歌：高杉俊价、コロムビアゆりかご会
- 怪人との決戦シーンで頻繁に使用され、特にジンドグマ編になってからは2番の歌詞を多用した。

「夢の流れ星」
作詞：石森章太郎 / 作曲：菊池俊輔 / 編曲：いちひさし / 歌：水木一郎
「秘伝赤心少林拳」
作詞：八手三郎 / 作曲・編曲：菊池俊輔 / 歌：高杉俊价、こおろぎ'73
「世界にひとり」（第30話）
作詞：石森章太郎 / 作曲：菊池俊輔 / 編曲：いちひさし / 歌：水木一郎、ザ・チャープス
「ファイブハンドロック」
作詞：赤井圭 / 作曲：菊池俊輔 / 編曲：いちひさし / 歌：高杉俊价、コロムビアゆりかご会
「行け!スーパーマシン」
作詞：八手三郎 / 作曲：菊池俊輔 / 編曲：いちひさし / 歌：高杉俊价、コロムビアゆりかご会
「九人ライダー永遠に」（劇場版）
作詞：赤井圭 / 作曲・編曲：菊池俊輔 / 歌：水木一郎、こおろぎ'73
他の挿入歌として、第29話でシャネルズの「街角トワイライト」、第30話で近藤真彦の「ヨコハマ・チーク」が使用されている。

## 制作

### 企画の経緯
前作『仮面ライダー (スカイライダー)』は第1クールの視聴率が伸び悩んだため、さまざまな番組強化策の検討が行われた。そのうちの1つが、新ヒーロー「仮面ライダーV9」の登場である。スカイと交替して主役になる案、2号ライダーとしてスカイを補佐する案、劇場版で登場する案などがあったが、毎日放送が難色を示したことと番組の視聴率が向上したことで実施は見送られた。このV9は、空を象徴するスカイよりもスケールの大きな宇宙で活躍するキャラクターと位置づけられ、アメリカ航空宇宙局の宇宙飛行士が変身するという設定はこの時点でできていた。
その後、仮面ライダーV9は新番組企画として再構成された。前作の改善点として「戦い方に特徴を設ける」ことが挙げられていたため、「誕生の積極性」「カンフーアクション」「特殊能力を持つ5つの手袋」という3つの新要素が設定された。名称は「1980年代に活躍する仮面ライダー第1号」を意味しており、新たな原点となる仮面ライダーを目指して企画された極めて意欲的なシリーズであり、超1号の意である「スーパー1」は前作の空を凌駕した宇宙をヒーローの源泉とし、シンプルかつシャープなデザインとなった。
1980年7月から制作準備が本格化。7月17日に行われた主役の最終オーディションで、陸上自衛隊のレンジャー部隊に所属していた経歴を持つ高杉俊价が選ばれ、前作以上にアクションを重視する方向性を決めた。なお、高杉以外の候補者として、のちに『大戦隊ゴーグルファイブ』で青山三郎（ゴーグルブルー）を演じた石井茂樹や、次作『仮面ライダーZX』で主人公・村雨良を演じた菅田俊、『劇場版 仮面ライダー電王 俺、誕生!』で牙王（仮面ライダーガオウ）を演じた渡辺裕之もいた。

### 特徴
スポンサーであるポピー（現バンダイ）側からの提案により、スーパー1はスピード重視であるVジェットとアクション用バイクであるブルーバージョンのオンロード・オフロード両タイプの2台のマシンを所有するライダーとなり、バイクアクションも前作以上に重視されることになった。
初期では番組終了後には通常の次回予告が流されたが、第13話から第19話の予告フィルムは、高杉が視聴者に拳法の呼吸法を教えるコーナーに変更され、次回の話のタイトルコールと一部の映像のみが流された。また、その際にかかるBGMも従来のようにオープニングテーマのインストゥルメンタルではなく、前期エンディングテーマ「火を噴けライダー拳」のインストゥルメンタル版が使用された。
前作より引き続いて谷源次郎が登場しているため、設定上は前作までと繋がってはいるが、歴代ライダーの客演は劇場版で8人ライダーが登場したのみである。メインライターの江連卓によれば、視聴率や商品売り上げのために他のライダーも出してくれという注文はあったのだが、「沖一也の成長を描く上で、歴代ライダーの客演は必要ない」と判断したとのことである。高杉は『仮面ライダーSPIRITS』のインタビューで「人気が無くなると歴代ライダーが来るよと脅されていたが、最終話には全員来て欲しかった」とコメントしている。

### スーパー1と「赤心少林拳」
沖一也役に抜擢された高杉は空手の有段者だったが、彼がレンジャー部隊出身と知った脚本家の江連卓が撮影開始間際に「赤心少林拳」の設定を追加した。高杉と江連、技闘の岡田勝らは、当時都下で道場を開いていた台湾人拳法家の龍明広の下で、「北派少林拳」の指導を受けている。これは、江連が個人的に龍明広に師事していたことによるものである。
しかし、岡田によると「赤心少林拳」と設定されつつも、少林拳からは見栄えのよいところだけを取り入れて、実際は空手の型のほうが多かったそうである。
岡田は「『スーパー1』は自分の中でもベストの仕事であり、大野剣友会の殺陣の完成形だと思う」と語っており、中屋敷も自身の円熟期であったと述べている。

### ローカル枠移行後
作品自体の評価は、放映開始直後に翌年の劇場用映画制作が決定するほど高かった。子供たちからは「デザインとアクションがかっこいい」と賞賛され、キャラクターショーの集客成績はほとんどの会場で千人単位での集客を記録し、シリーズ最高の人気だった『仮面ライダーV3』に迫るほどだった。平均視聴率も前作を上回った（関東13.3パーセント、関西19.58パーセント）。
しかしキー局であるTBSの番組改編に合わせる形で、1981年4月最初の放送分（第24話）より放送枠を移動することになり、関西圏では土曜17時、関東圏では土曜7時にそれぞれ振り分けられてしまった。このローカル枠移行によって児童層の視聴者が離れることを懸念したスタッフは番組の方針を見直し、玄海老師や弁慶の退場、ジュニアライダー隊の登場、敵4大幹部のコミカルなやりとりなど、内容を児童の視聴者にアピールするものに変更した。その結果、視聴率は激減というほどには下がらなかったが、それでも北海道など一部地域では移行と同時に打ち切られるなど負の影響は避けようもなく、本作品の終了と共にテレビシリーズの第2期ライダーシリーズも終了した。後年、高杉が地方でファンとスーパー1の話をした際に、放送枠の移動や一部地域での打ち切りを知らないまま「ドグマ編で終了した」と思っている視聴者が多いことを知ったという。

## 放送日程
| 放送日              | 放送回 | サブタイトル                         | 登場怪人 | 脚本     | 監督     |
| ------------------- | ------ | ------------------------------------ | --- | -------- | -------- |
| 1980年10月17日      | 1      | 惑星用改造人間の大変身               | - ファイヤーコング（声 - 梶哲也、人間態（猿渡剛介） - 石橋雅史）                                                           | 江連卓   | 山田稔   |
| 10月24日            | 2      | 闘いの時来たり！技は赤心少林拳       | - ファイヤーコング（声 - 梶哲也、人間態（猿渡剛介） - 石橋雅史）                                                           | 江連卓   | 山田稔   |
| 10月31日            | 3      | 行け！地の果て ドグマの黄金郷        | - エレキバス（声 - 八代駿）                                                                                                | 江連卓   | 広田茂穂 |
| 11月07日            | 4      | 走れ一也！ドグマ死の結婚行進曲       | - カマギリガン（声 - 村越伊知郎）                                                                                          | 土筆勉   | 広田茂穂 |
| 11月14日            | 5      | 跳べ一也！悪魔のマシーンレース       | - カメレキング（声 - 石井敏郎、人間態（順吉） - 大橋一輝）                                                                 | 土筆勉   | 山田稔   |
| 11月21日            | 6      | 助けて― くもの巣館の恋人たち         | - スパイダーババン（声 - 梶哲也）                                                                                          | 江連卓   | 山田稔   |
| 11月28日            | 7      | ドグマ式生きているコンピューター     | - アリギサンダー（声 - 仁内達之、人間態 - 木村栄）                                                                         | 鷺山京子 | 佐伯孚治 |
| 12月05日            | 8      | 闘え一也！死のドグマ裁判             | - スネークコブラン（声 - 朝戸鉄也）                                                                                        | 土筆勉   | 佐伯孚治 |
| 12月12日            | 9      | 見たぞ!! ドグマ怪人製造工場の秘密    | - ガニガンニー（声 - 八代駿）                                                                                              | 江連卓   | 小西通雄 |
| 12月19日            | 10     | 危うし！悪魔のクリスマスプレゼント   | - バクロンガー（声 - 峰恵研、人間態 - 河原崎洋夫）                                                                         | 土筆勉   | 小西通雄 |
| 12月26日            | 11     | SOS！一也よ、ドグマに協力せよ!!      | - ジョーズワニ（I世、II世）（声 - 八代駿、人間態（ジョー鰐淵） - 三井恒）                                                  | 熊谷節   | 山田稔   |
| 1981年01月09日      | 12     | 強敵あらわる！赤心少林拳敗れたり     | - ライギョン（人間態（大石秀人）および声 - 大西徹哉）（12話） - ギョストマ（声 - 朝戸鉄也、人間態（大石秀人） - 大西徹哉） | 江連卓   | 山田稔   |
| 1月16日             | 13     | 見つけたり！必殺"梅花"の技           | - ライギョン（人間態（大石秀人）および声 - 大西徹哉）（12話） - ギョストマ（声 - 朝戸鉄也、人間態（大石秀人） - 大西徹哉） | 江連卓   | 山田稔   |
| 1月23日             | 14     | ドグマ全滅？悪魔博士の笑いガス       | - ムカデリヤ（声 - 辻村真人）                                                                                              | 土筆勉   | 田中秀夫 |
| 1月30日             | 15     | 天才怪人対ライダーの知恵くらべ       | - ライオンサンダー（声 - 梶哲也、人間体（小針正） - 宮川不二夫）                                                           | 熊谷節   | 田中秀夫 |
| 2月06日             | 16     | 助けて！一ツ目怪人が襲ってくるよ     | - オニメンゴ（声 - 山下啓介）                                                                                              | 江連卓   | 佐伯孚治 |
| 2月13日             | 17     | 一也の血が欲しい！不思議な剣が呼ぶ   | - ロンリーウルフ（声 - 村越伊知郎）                                                                                        | 江連卓   | 佐伯孚治 |
| 2月20日             | 18     | ファイブ・ハンドチェンジ不能!!       | - ヤッタラダマス（声 - 沢りつお、人間態（大予言教教祖） - 田中和洋）                                                       | 土筆勉   | 奥中惇夫 |
| 2月27日             | 19     | 悪魔の学習塾!! 恐怖のラジカセ怪人    | - カセットゴウモル（声 - 槐柳二）                                                                                          | 鷺山京子 | 奥中惇夫 |
| 3月06日             | 20     | 君の家に！ドグマの電話が今夜鳴る     | - ツタデンマ（声 - 八代駿、人間態（作業員） - 三重街恒二）                                                                 | 伊上勝   | 山田稔   |
| 3月13日             | 21     | 緊急指令！ファイブ・ハンドを奪え!!   | - バチンガル（声 - 朝戸鉄也）                                                                                              | 江連卓   | 山田稔   |
| 3月20日             | 22     | 怪人墓場の決闘！メガール将軍の最期   | - 死神バッファロー（声および人間態 - 三木敏彦） - ドグマ怪人の首                                                           | 江連卓   | 小西通雄 |
| 3月27日             | 23     | 不死身の帝王テラーマクロの正体は？   | - カイザーグロウ（声および人間態 - 汐路章）                                                                                | 江連卓   | 小西通雄 |
| 4月11日（4月18日）  | 24     | レッツゴー!! ジュニア・ライダー隊    | - キラーナイブ（声 - 仁内達之）                                                                                            | 江連卓   | 山田稔   |
| 4月18日（4月25日）  | 25     | 飛行機も吸いよせる!! 強力磁石怪人    | - ジシャクゲン（声 - 槐柳二）                                                                                              | 江連卓   | 山田稔   |
| 4月25日（5月02日）  | 26     | 時計にご用心？ジンドグマの罠!!       | - 火焰ウォッチ（声 - 山下啓介、人間態 - 永井雅春）                                                                         | 伊上勝   | 佐伯孚治 |
| 5月02日（5月09日）  | 27     | 子供の味方！チャイルドXの正体は？    | - グラサンキッド（声 - 八代駿）                                                                                            | 土筆勉   | 佐伯孚治 |
| 5月09日（5月16日）  | 28     | 人間を写しとる怪奇ビデオ怪人！       | - ビデオン（声 - 沢りつお）                                                                                                | 伊上勝   | 山田稔   |
| 5月16日（5月23日）  | 29     | 雨あめ降れふれ！怪奇傘男!!           | - アマガンサー（声 - 池水通洋、人間態（雨男） - 瀬下和久）                                                                 | 江連卓   | 山田稔   |
| 5月23日（5月30日）  | 30     | 悪の超特急！ローラースケート怪人     | - マッハローラー（声 - 梶哲也、人間態（黒ずくめの男） - 宍戸久一郎）                                                       | 伊上勝   | 小西通雄 |
| 5月30日（6月06日）  | 31     | 人間を吸いこむ！スプレー怪人の恐怖   | - スプレーダー（声 - 峰恵研）                                                                                              | 鷺山京子 | 小西通雄 |
| 6月06日（6月13日）  | 32     | ライダーを餌にしろ！釣り竿怪人出現   | - ツリボット（声 - 朝戸鉄也）                                                                                              | 伊上勝   | 山田稔   |
| 6月13日（6月20日）  | 33     | みんなで闘おう！恐怖のラジコン怪人   | - ラジゴーン（声 - 山下啓介）                                                                                              | 富田祐弘 | 山田稔   |
| 6月20日（6月27日）  | 34     | マサルがひろった魔法の赤ランプ       | - レッドデンジャー（声 - 村越伊知郎）                                                                                      | 江連卓   | 山田稔   |
| 6月27日（7月04日）  | 35     | 怪奇イス人間！処刑の部屋！           | - イスギロチン（声 - 仁内達之）                                                                                            | 伊上勝   | 冨田義治 |
| 7月04日（7月11日）  | 36     | ハサミ怪人のチョキンチョキン作戦!!   | - ハサミンブラッド（声 - 曽我部和行、人間態（ピエローヤ） - 篠田薫）                                                       | 吉田耕助 | 冨田義治 |
| 7月11日（7月18日）  | 37     | 巨腕コマ怪人！灯台の死闘!!           | - コマサンダー（声 - 沢りつお） - ロボットスーパー1                                                                        | 伊上勝   | 山田稔   |
| 7月18日（7月25日）  | 38     | 危い！冷蔵庫怪人の中に入るな!!       | - コゴエンベエ（声 - 山下啓介）                                                                                            | 江連卓   | 山田稔   |
| 7月25日（8月01日）  | 39     | 強力ライター怪人の弱点はどこだ!!     | - フランケライター（声 - 八代駿）                                                                                          | 伊上勝   | 佐伯孚治 |
| 8月01日（8月08日）  | 40     | あっ人間が溶ける！石けん怪人出現     | - シャボヌルン（声 - 峰恵研、人間態 - 中屋敷鉄也）                                                                         | 吉田耕助 | 佐伯孚治 |
| 8月08日（8月15日）  | 41     | 動物園の一也・水中檻から脱出不能？   | - キーマンジョー（声 - 辻村真人、人間態（ジョー吉田） - ジャック武田）                                                     | 江連卓   | 奥中惇夫 |
| 8月15日（8月22日）  | 42     | 悪魔元帥の大仮装パーティ             | - ドクロボール（声 - 梶哲也）                                                                                              | 伊上勝   | 奥中惇夫 |
| 8月22日（8月29日）  | 43     | 世界が凍る!? 扇風機怪人の威力        | - ゴールダー（声 - 八代駿）                                                                                                | 富田祐弘 | 山田稔   |
| 8月29日（9月05日）  | 44     | ニョキ・ニョキのびるハシゴ怪人の魔手 | - ハシゴーン（声 - 朝戸鉄也）                                                                                              | 鷺山京子 | 山田稔   |
| 9月05日（9月12日）  | 45     | 君の考えた最優秀怪人ショオカキング   | - ショオカキング（声 - 吹田千里、人間態（南原健） - 坂本裕）                                                               | 伊上勝   | 佐伯孚治 |
| 9月12日（9月19日）  | 46     | 悪魔元帥怒る！変身せよ鬼火！王女!!   | - オニビビンバ（声および人間態 - 河原崎洋夫） - サタンドール（声 - 沼波輝枝、演 - 吉沢由起）                               | 江連卓   | 佐伯孚治 |
| 9月19日（9月26日）  | 47     | 黄金の雨！幽霊博士最後のワナ!!       | - ゴールドゴースト（声および人間態 - 鈴木和夫）                                                                            | 江連卓   | 山田稔   |
| 9月26日（10月03日） | 48     | 地球よさらば！一也宇宙への旅立ち!!   | - サタンスネーク（声および人間態 - 加地健太郎） - マジョリンガ（声および人間態 - 藤堂陽子）                                | 江連卓   | 山田稔   |

## 放送局
後述の放送枠移動を受けて打ち切られた局もある。
- 毎日放送（制作局）：金曜 19時 - 19時30分（第23話まで）→ 土曜 17時 - 17時30分（第24話から）[1][2]
- TBS：金曜 19時 - 19時30分（第23話まで）→ 土曜 7:00 - 7:30（第24話から）[1][2]
- 北海道放送：金曜 19時 - 19時30分（第23話まで）→ 土曜 7時 - 7時30分（第24話より先行ネット）[101]
- 青森テレビ：金曜 19時 - 19時30分（第23話まで）→ 火曜 17時30分 - 18時（第24話から）[102]
- 岩手放送：水曜 17時30分 - 18時（1981年4月1日まで）→ 火曜 17時 - 17時30分（1981年4月7日から）[103]
- 秋田放送
- 山形放送：水曜 17時 - 17時30分[104]
- 東北放送：金曜 19時 - 19時30分（第23話まで）→ 土曜 17時 - 17時30分（第24話から）[105]
- 福島テレビ：金曜 19時 - 19時30分（第23話まで）→ 金曜 16時50分 - 17時20分（第24話 - 第44話）→ 水曜 16時50分 - 17時20分（第45話）→ 金曜 17時20分 - 17時50分（第46話から）[106]
- 新潟放送：金曜 19時 - 19時30分（1981年3月まで[107]）→ 火曜 17時25分 - 17時55分（1981年5月から）[108]
- テレビ山梨
- 北日本放送：金曜 17時 - 17時30分[109]
- 北陸放送：金曜 19時 - 19時30分（放送開始時点）[110]→水曜 17時30分 - 18時（1981年6月時点）[111]
- 福井テレビ：火曜 17時25分 - 17時55分[112]
- 信越放送：金曜 19:00 - 19:30（1981年3月まで）→ 金曜 17時25分 - 17時55分（1981年4月から）[113]
- 静岡放送：土曜 7時 - 7時30分（第24話から）
- 中部日本放送（現:CBCテレビ）
- 山陰放送
- 山陽放送 + RNC 西日本放送
- 中国放送：月曜 17時30分 - 18時（第24話から）
- テレビ山口
- 四国放送
- 南海放送：木曜 17時30分 - 18時[114]
- テレビ高知
- RKB毎日放送
- 長崎放送[注釈 46]
- 熊本放送
- 大分放送
- 宮崎放送：水曜 17時30分 - 18時[115]
- 南日本放送[注釈 47]
- 琉球放送

## 他媒体展開

### 映像ソフト化
いずれも発売元は東映ビデオ。
- ビデオ（VHS、セル・レンタル共通）は全12巻がリリースされている。
- 2004年7月21日から10月21日にかけてDVDが発売された。全4巻の各2枚組で各巻12話収録。
- 2008年7月21日発売の「石ノ森章太郎 生誕70周年 DVD-BOX」に第1話が収録されている。

### 劇場版
『仮面ライダースーパー1』
- 監督：山田稔
- 脚本：江連卓
- 特撮監督：矢島信男

1981年3月14日に東映まんがまつりの一編として公開された。昭和年間に制作・上映された仮面ライダーシリーズの映画のうち、オリジナルストーリーながら副題がないのは同作品のみである。
VHS:2000年9月21日に発売された。
DVD:2003年12月5日発売「仮面ライダーTHE MOVIE BOX」、2006年発売の「仮面ライダーTHE MOVIE VOl.4」に収録.
BD:「仮面ライダー THE MOVIE Blu-ray BOX 1972-1988」（2011年5月21日発売）に収録。
ストーリー
マタギの里にある山彦村が、ドグマのメガール将軍率いる地獄谷五人衆の夜襲を受け、マタギの頭領・香坂健太郎は五人衆と戦うが敗れ去った。彼らの目的は、中国から山彦村に運ばれて来たとされる超兵器「空飛ぶ火の車」である。その力の前にスーパー1は危機に陥るが、山彦村から逃げ延びた5人の子供たちから空飛ぶ火の車の弱点を教えてもらい、逆襲を開始する。
劇場版のみの登場キャラクター
地獄谷五人衆
地獄谷ドグマ道場においてテラーマクロが直々に鍛えた5人の精鋭。テレビシリーズの後期オープニングにも登場している。
- 脚本の第1稿では鷹爪火見子と蛇塚蛭夫は変身せず体の一部を変化させるのみであったが、第2稿からは5人全員が怪人に変身する展開に改められた。
- 準備稿では地獄谷五人衆の配下としてブラックファイターズという戦闘員が記述されていた。

サタンホーク
鷹爪拳の使い手・鷹爪火見子が変身する。地獄谷五人衆のリーダー格で、他の五人衆とともに山彦村を襲撃し、古代中国の破壊兵器・火の車を奪った。鋭い爪が武器で、体から敵の目を眩ます光を発する。ドグマ唯一の女性怪人である。
ヘビンダー
蛇拳の使い手・蛇塚蛭夫が変身する。地獄谷五人衆の一人で、分身の術などを使う。武器は口から吐く蛇と伸びる蛇状の右腕。ドグマの襲撃から生き延びたマタギの子供たちをサタンホークとともに捜索した。
クレイジータイガー
虎拳の使い手・大虎竜太郎が変身する。地獄谷五人衆の一人。肩口に仕込まれた長槍にして使用するが、スーパー1に奪われた。ストロングベア、ゾゾンガーとともにマタギの里山彦村を見張っていた。
- 劇中の大虎とスーパー1との戦闘シーンでは、中屋敷鉄也が大虎、上田弘司がスーパー1を演じ、大虎がクレイジータイガーに変身した後は従来通り中屋敷がスーパー1を演じている。前述のように、中屋敷が怪我をしていたため、黒い指なしのサポーターをして、バンデージを手に巻いている。
- 第1稿での名称はサタンタイガーであった。書籍によっては「クレージータイガー」と記述している。

ストロングベア
熊拳の使い手・熊嵐大五郎が変身する。地獄谷五人衆の一人であり、鉄球や三日月型のブーメランを武器として使用する。最後は玄海老師と戦うが、返り討ちにあう。
- 第1稿での名称はヒグマタイターンであった。

ゾゾンガー
象拳の使い手・象丸一心斎（演 - 宍戸久一郎）が変身する。地獄谷五人衆の一人であるが、戦闘時は、拳法技より武器のバズーカによる攻撃を多用する。サタンホークとともに火の車を操縦していた。

ドグマ復讐兵団
再生されたネオショッカー怪人とドグマ怪人の混成部隊。メンバーはファイヤーコング、カマギリガン、カメレキング、スパイダーババン、アリギサンダー、スネークコブラン、ガニガンニー、ギョストマの8体と前作のネオショッカー怪人のクラゲロン、黄金ジャガー、ゾンビーダの3体。このうち、クラゲロンとゾンビーダはベルトがドグマのものに変更されていたが、黄金ジャガーのみネオショッカーの物のままだった。スーパー1に襲いかかるが、8人ライダーの手でドグマファイターともども全滅。
- 当初は再生怪人の登場予定はなかったが、8人ライダーの登場が決定したことに伴い、その対戦相手として加えられた。急遽登場が決定したため前作の怪人も交えるかたちとなった。

歴代の8人ライダー
『スーパー1』以前の仮面ライダーシリーズに登場し、それぞれ日本を守った8人の仮面ライダー。変身後のみの登場だが、V3のみオリジナルキャストの宮内洋が声を担当した。前作『仮面ライダー (スカイライダー)』の最終回（第54話）でネオショッカー壊滅と同時に消息を絶っていたが、同作品で再登場してドグマ復讐兵団を倒し、そして日本を離れた。仮面ライダーアマゾンは同作品では左腕のギギの腕輪を装着していない。
- ドグマ復讐兵団とともに決定稿には描写がなく、クランクイン直前になって出演が決定されたため、一部書籍では「興行上の見せ場が必要となって登場させたのではないか」と推測されている。

劇場版のみの登場マシン
火の車（空飛ぶ火の車）
マタギの里・山彦村に封印されていた古代中国の王が使用していた飛行戦車。龍のような外見。強奪したメガール将軍と地獄谷五人衆が搭乗する。5つの宝刀を御影石にはめることで封印が解かれ、マタギの子供たちが持つ5つの光る石で動力源が停止される。武器は龍の口から放つ火炎と、足を模した両側からのミサイル。
- 準備稿では火の車について印した粘土板にまつわる玄海老師とテラーマクロの因縁が描かれていた。決定稿では粘土板を奪ったのはテラーマクロではなく道に迷った旅人と改められたが、完成作品ではこのくだりもカットされたため、ドグマが火の車の存在を知った経緯は不明瞭になっている。

ゲスト
- 鷹爪火見子 / サタンホーク - マキ上田
- 蛇塚蛭夫 / ヘビンダー - 大西徹哉
- 大虎竜太郎 / クレイジータイガー - 中屋敷鉄也
- 熊嵐大五郎 / ストロングベア - 不知火艶
- 象丸一心斎 / ゾゾンガー - 宍戸久一郎
- 香坂健太郎 - 加地健太郎
- 香坂千絵 - 藤栄智子
- 香坂森太 - 杉本浩一
- 山彦村の子供たち - 近藤克明、遠藤美絵、三縄智、坂井雄貴

声の出演
- 仮面ライダーV3 - 宮内洋
- 仮面ライダー1号・仮面ライダーストロンガー - 朝戸鉄也
- 仮面ライダー2号・ライダーマン - 倉口佳三
- 仮面ライダーX - 島田敏
- 仮面ライダーアマゾン・スカイライダー - 梶哲也
- ドグマ復讐兵団 - 八代駿、沢りつお、山下啓介

スーツアクター
- 仮面ライダースーパー1 - 中屋敷鉄也
- サタンホーク - 河原崎洋夫
- ヘビンダー - 坂本勝彦
- クレイジータイガー - 上田弘司
- ストロングベア - 天野正登
- ゾゾンガー - 石塚信之

### ゲスト出演映画
いずれの作品にも仮面ライダースーパー1が登場。
『劇場版 仮面ライダーディケイド オールライダー対大ショッカー』（2009年8月8日公開）
『仮面ライダーディケイド』の映画作品。
『仮面ライダー×仮面ライダー W&ディケイド MOVIE大戦2010』（2009年12月12日公開）
『仮面ライダーW』と『仮面ライダーディケイド』のクロスオーバー作品。
『オーズ・電王・オールライダー レッツゴー仮面ライダー』（2011年4月1日公開）
『仮面ライダーオーズ/OOO』と『仮面ライダー電王』をメインとしたクロスオーバー作品。仮面ライダースーパー1とコマサンダーが登場。
スーパーヒーロー大戦シリーズ
いずれも仮面ライダーシリーズとスーパー戦隊シリーズのクロスオーバー作品。
『仮面ライダー×スーパー戦隊 スーパーヒーロー大戦』（2012年4月21日公開）
仮面ライダースーパー1とドグマファイターとコマサンダーが登場。
『仮面ライダー×スーパー戦隊×宇宙刑事 スーパーヒーロー大戦Z』（2013年4月27日公開）
先の2シリーズとメタルヒーローシリーズのクロスオーバー作品。
『平成ライダー対昭和ライダー 仮面ライダー大戦 feat.スーパー戦隊』（2014年3月29日公開）
『スーパーヒーロー大戦GP 仮面ライダー3号』（2015年3月21日公開）
『セイバー+ゼンカイジャー スーパーヒーロー戦記』(2021年7月22日公開)
仮面ライダー50周年×スーパー戦隊45作品記念作品。
『仮面ライダー ビヨンド・ジェネレーションズ』（2021年12月17日公開）
『仮面ライダーリバイス』と『仮面ライダーセイバー』をメインとしたクロスオーバー作品。

### 他テレビシリーズ
『仮面ライダーBLACK RX』
『仮面ライダーBLACK』の続編。第41話から第47話まで仮面ライダースーパー1が登場。
『仮面ライダーオーズ/OOO』
第27話・第28話にドグマファイターが登場。
『仮面ライダーフォーゼ』
第2話に仮面ライダースーパー1とドグマファイターが登場。

### テレビスペシャル
『10号誕生!仮面ライダー全員集合!!』
『仮面ライダーZX』のテレビスペシャル。沖一也 / 仮面ライダースーパー1が登場。

### CS放送・ネット配信
CS放送
- 東映チャンネル…2008年2月 - 7月、2010年6月 - 11月、2012年8月 - 2013年2月、2014年9月 - 2015年2月、2021年11月 - 2022年5月[122]
  - 2010年の放送時のみ「アンコールアワー」枠、他はいずれも「石ノ森章太郎劇場」枠にて放送（2021年は除く）。上記以外にも再放送された実績がある。

ネット配信
- 東映特撮 YouTube Official…2013年7月8日 - 12月22日、2016年11月19日 - 2017年5月6日、2020年12月30日 - 2021年6月16日、2025年4月30日 -
- 東映特撮ニコニコおふぃしゃる：2019年12月29日 - 2020年11月22日

### 漫画

#### 放映当時の連載
掲載誌と執筆担当は前作と同じ布陣で継続した。
- テレビマガジン 1980年11月号-1981年11月号連載、すがやみつる

第1話のみ別冊付録扱いの長編。この第1話には帝王テラーマクロやメガール将軍といったTV本編のキャラクターが登場しない反面、オフィスビルから指令を下す黒沼やTV未登場怪人クモワイヤーなど企画書および初期構想の要素が反映されている。
- テレビランド 1979年11月号-1980年11月号連載、山田ゴロ

| 掲載号                   | サブタイトル[注釈 52]             | 登場怪人                                     |
| ------------------------ | --------------------------------- | -------------------------------------------- |
| 1980年11月号             | スーパー1誕生                     | ゴリランガー                                 |
| 1980年12月号             | ファイブ･ハンドで敵をけちらせ!!   | カマギリガン                                 |
| 1981年1月号付録          | ドグマの野望をうちくだけ!!        | スパイダーババン                             |
| 1981年2月号              | ドグマの東京全滅作戦!!            | ライギョン、ギョストマ                       |
| 1981年3月号              | おそわれたスーパー1の基地!!       | オニメンゴ                                   |
| 1981年3月号付録[注釈 53] | スーパー1になった少年!!           | （怪人未登場）                               |
| 1981年4月号付録          | 9人ライダー大あばれ!!             | サタンホーク、ヘビンダー                     |
| 1981年4月号付録          | メガール将軍の逆襲!!              | ゾゾンガー                                   |
| 1981年5月号付録          | 大決戦!スーパー1対テラー･マクロ!! | 死神バッファロー、カイザーグロウ             |
| 1981年5月号付録          | 新しい敵ジンドグマ!!              | トケイ怪人                                   |
| 1981年6月号              | あやうし!ジュニアライダー隊!!     | グラサンキッド                               |
| 1981年7月号              | スプレーダーはやさしい怪人!?      | スプレーダー                                 |
| 1981年8月号              | 強力怪人コマサンダー!!            | コマサンダー                                 |
| 1981年9月号              | 潜入！ジンドグマ秘密基地!!        | ドクロボール                                 |
| 1981年10月号             | 4大幹部、最後の挑戦！             | オニビビンバ、マジョリンガ、ゴールドゴースト |
| 1981年11月号             | 最後の戦い!!                      | サタンドール、サタンスネーク                 |
- 冒険王 1979年11月号-1980年12月号連載、石川森彦

#### 放映終了後の作品
- 『栄光の仮面ライダー』冒険王 1981年1月号 - 3月号連載 石川森彦
- 『仮面ライダーSPIRITS』 村枝賢一

第十五話・第十六話・第十七話「流星（ほし）の神話（前編・中編・後編）」がスーパー1の主役編となっている。

### 舞台
『MASKED RIDER LIVE&SHOW 〜十年祭〜』
仮面ライダースーパー1が登場。